# 2016-os MTV Europe Music Awards
A 2016-os MTV Europe Music Awards (röviden MTV EMA) 
november 6-án került megrendezésre az Rotterdam Ahoyban, Rotterdamban. A díjátadót Bebe Rexha, míg az internetes közvetítést Jack & Jack vezette. Ez volt a harmadik alkalom, hogy a díjátadónak Hollandia adott otthont, illetve a második alkalommal Rotterdam volt a rendező város. A díjátadót ugyanazon a helyszínen tartottak, mint 1997-ben. A jelöltek listáját szeptember 27-én hozták nyilvánosságra. Beyoncé kapta a legtöbb (öt) jelölést.

## Szavazási eljárás
| Kategória           | Szavazás                                                           | Kezdés Dátuma  | Befejezés Dátuma |
| ------------------- | ------------------------------------------------------------------ | -------------- | ---------------- |
| Legnagyobb Rajongók | Twitter, Instagram, Vine Hashtag                                   | 27 Szeptember  | N/A              |
| Világszerte Törvény | Webhely/Alkalmazás                                                 | Szeptember 20. | November 5.      |
| Legjobb Videó       | Az MTV Zenei Szerkesztői Csapat – nem jogosult a közönség szavazás | N/A            | N/A              |
| Az összes többi     | Webhely/Alkalmazás                                                 | 27 Szeptember  | November 5.      |

## Jelölések
A jelölések 2016. szeptember 27-én jelentették be.

### Legjobb dal
/  Justin Bieber – "Sorry"
- Adele – "Hello"
- Lukas Graham – "7 Years"
- Mike Posner – "Took a Pill in Ibiza (Seeb Remix)"
- /  Rihanna (és Drake) – "Work"

### Legjobb videó
The Weeknd (és Daft Punk) – "Starboy"
- Beyoncé – "Formation"
- Coldplay – "Up & Up"
- Kanye West – "Famous"
- Tame Impala – "The Less I Know the Better"

### Legjobb női előadó
Lady Gaga
- Adele
- Beyoncé
- /  Rihanna
- Sia

### Legjobb férfi előadó
Shawn Mendes
- Calvin Harris
- Drake
- /  Justin Bieber
- The Weeknd

### Legjobb új előadó
Zara Larsson
- Bebe Rexha
- The Chainsmokers
- DNCE
- Lukas Graham

### Legjobb pop előadó
Fifth Harmony
- Ariana Grande
- /  Justin Bieber
- /  Rihanna
- Selena Gomez
- Shawn Mendes

### Legjobb elektronikus előadó
Martin Garrix
- Afrojack
- Calvin Harris
- David Guetta
- Major Lazer

### Legjobb rock
Coldplay
- Green Day
- Metallica
- Muse
- Red Hot Chili Peppers

### Legjobb alternatív
Twenty One Pilots
- Kings of Leon
- Radiohead
- Tame Impala
- The 1975

### Legjobb hiphop
Drake
- Future
- G-Eazy
- Kanye West
- Wiz Khalifa

### Legjobb élő előadás
Twenty One Pilots
- Adele
- Beyoncé
- Coldplay
- Green Day

### Legjobb színpadi fellépés
Martin Garrix
- Duran Duran
- Ellie Goulding
- Jess Glynne
- OneRepublic
- Tinie Tempah
- Tomorrowland
- Wiz Khalifa

### Legjobb Push előadó
DNCE
- Alessia Cara
- Anne-Marie
- Bebe Rexha
- Blossoms
- Charlie Puth
- Dua Lipa
- Elle King
- Halsey
- Jack Garratt
- Jonas Blue
- Lukas Graham

### Legnagyobb Rajongók
Justin Bieber
- Ariana Grande
- Beyoncé
- Lady Gaga
- Shawn Mendes

### Legjobb Megjelenés
Lady Gaga
- Beyoncé
- Bebe Rexha
- / Rihanna
- Sia

### Globális Ikon
Green Day

## Regionális jelölések

### Európa
Legjobb brit előadó
 Little Mix
- Adele
- Coldplay
- Zayn
- Years & Years

Legjobb dán előadó
 Benjamin Lasnier
- Christopher
- Gilli
- Lukas Graham
- MØ

Legjobb finn előadó
 Antti Tuisku
- Evelina
- Nikke Ankara
- Teflon Brothers
- Paula Vesala

Legjobb norvég előadó
 Alan Walker
- Astrid S
- Aurora
- Julie Bergan
- Kygo

Legjobb svéd előadó
 A Fooo Conspiracy
- Galantis
- Laleh
- Tove Lo
- Zara Larsson[4]

Legjobb német előadó
 Max Giesinger
- Beginner
- Robin Schulz
- Mark Forster
- Topic

Legjobb holland előadó
 Broederliefde
- Douwe Bob
- Julian Jordan
- Ronnie Flex
- Sam Feldt

Legjobb belga előadó
 Emma Bale
- Laura Tesoro
- Lost Freqencies
- Turisztikai LeMC
- Woodie Smalls

Legjobb svájci előadó
 Chlyklass
- Bastian Baker
- Bligg
- Damian Lynn
- Nickless

Legjobb francia előadó
 Amir
- Frero Delavega
- Jain
- Maitre Gims
- Nekfeu

Legjobb olasz előadó
 Benji & Fede
- Alessandra Amoroso
- Emma
- Francesca Michielin
- Salmo

Legjobb Spanyol előadó
 Enrique Bunbury
- Álvaro Soler
- Amaral
- Corizonas
- Leiva

Legjobb Portugál előadó
 David Carreira
- Aurea
- Carlão
- D. A. M. Egy
- HMB

Legjobb lengyel előadó
 Margaret
- Ania Dąbrowska
- Bovska
- Cleo
- Dawid Podsiadło

Legjobb orosz előadó
 Terr Maitz
- Basta
- Elka
- Leningrad
- OQJAV

Legjobb román előadó
 Andra
- Feli
- Manuel Riva
- Smiley
- Vanotek

Legjobb adriai előadó
 S. A. R S
- Elemi
- Luce
- Siddharta
- Toni Zen

Legjobb izraeli előadó
 The Ultras
- E-Z
- Eliad
- Noa Kirel
- Statikus & Ben El

### Afrika & India
Legjobb afrikai előadó
Ali Kiba
- Black Coffe
- Cassper Nyovest
- Olamide
- Wizkid

Legjobb indiai előadó
 Prateek Kuhad
- Anoushka Shankar
- Bandish Projekt
- Monica Dogra
- Uday Benegal & Friends

### Ázsia
Legjobb japán előadó
 One Ok Rock
- Kyary Pamyu Pamyu
- Perfume
- Radwimps
- Sheena Ringo

Legjobb koreai előadó
 Got7
- GFriend
- B. A. P[6]
- Twice
- VIXX

Legjobb délkelet-ázsiai előadó
Dong Nhi
- Bunkface
- Gentle Bones
- Raisa
- Sarah Geronimo
- Thaitanium
- Yuna

Legjobb kínai & hong kongi előadó
G. E. M.
- Khalil Fong
- Momo Wu
- Pu Shu
- Vision Wei

### Ausztrália & Új-Zéland
Legjobb ausztrál előadó
 Troye Sivan
- Flume
- Tkay Maidza
- The Veronicas
- Vance Joy

Legjobb új-zélandi előadó
 Broods
- Kings
- Ladyhawke
- Maala
- Sachi

### Latin-Amerika
Legjobb brazil előadó
 Anitta
- Karol Conká
- Ludmilla
- Projota
- Tiago Iorc

Legjobb latin-amerikai (Észak) előadó
Paty Cantú
- CD9
- Jesse & Joy
- León Larregui
- Mon Laferte

Legjobb latin-amerikai (közép) előadó
 Maluma
- Alkilados
- J Balvin
- Manuel Medrano
- Sebastián Yatra

Legjobb latin-amerikai (dél) előadó
Lali
- Babasónicos
- Illya Kuryaki and the Valderramas
- Será Pánico
- Tini

### Észak-Amerika
Legjobb amerikai előadó
 Ariana Grande
- Beyoncé
- Charlie Puth
- Kanye West
- Twenty One Pilots

Legjobb kanadai előadó
 Shawn Mendes
- Alessia Cara
- Drake
- Justin Bieber
- The Weeknd

## Előadások

### Fő műsor
| Előadó(k)                     | Dal(ok)                         |
| elő-show                      | elő-show                        |
| ----------------------------- | ------------------------------- |
| Anne-Marie                    | "Alarm"                         |
| Fő műsor                      |                                 |
| Bruno Mars                    | "24K Magic"                     |
| DNCE                          | "Body Moves" Cake by the Ocean" |
| Martin Garrix (és Bebe Rexha) | "In The Name of Love "          |
| Shawn Mendes                  | "Mercy"                         |
| Zara Larsson                  | "Lush Life" Ain't My Fault"     |
| Green Day                     | "Bang Bang"                     |
| The Weeknd                    | "Starboy"                       |
| Kings of Leon                 | "Waste a Moment"                |
| Bebe Rexha                    | "I Got You"                     |
| Lukas Graham                  | "You're Not There" 7 Years"     |
| Afrojack                      | "Gone" Hey"                     |
| OneRepublic                   | "Let"s Hurt Tonight"            |
| Green Day                     | "American Idiot"                |

## Díjátadók

### Elő-show
- Laura Whitmore, Sway Calloway – Vörös szőnyeg műsorvezetők
- Laura Whitmore – Legnagyobb Rajongók
- Laura Whitmore, Az MTV Lányok – Legjobb Megjelenés

### Fő műsor
- G-Eazy, Charli XCX – Legjobb elektronika
- Winnie Harlow, Tinie Tempah – Legjobb élő előadás
- Jourdan Dunn – Legjobb férfi előadó
- Jaden Smith – Legjobb új előadó
- Nina Dobrev, Deepika Padukone – Legjobb Videó
- Idris Elba – Globális Ikon